# Брукс (город, Миннесота)
Брукс (англ. Brooks) — город в округе Ред-Лейк, штат Миннесота, США. На площади 3 км² (3 км² — суша, водоёмов нет), согласно переписи 2002 года, проживают 141 человек. Плотность населения составляет 46,8 чел./км².
- Телефонный код города — 218
- Почтовый индекс — 56715
- FIPS-код города — 27-08038[1]
- GNIS-идентификатор — 0640513[2]